# Mestna hiša, Bučač
Mestna hiša v Bučaču je mestna hiša, ki stoji na osrednjem delu trga Majdan Voli v središču ukrajinskega mesta Bučač.
Naročnik gradnje mestne hiše je bil magnat Mikołaj Bazilij Potocki. Rokokojsko mestno hišo je zasnoval poljski arhitekt Bernard Meretin (poljsko Bernard Meretyn), hiša je bila zgrajena okoli leta 1751. Kiparska dela na fasadi hiše je izvedla kiparska delavnica Johanna Georga Pinsla. Meretin in Pinsel sta sicer v Ukrajini najbolj znana po svojem delu pri gradnji katedrale sv. Jurija v Lvovu. 
Mestna hiša je glavna znamenitost Bučača. Okrasje na pročeljih je bilo sprva izdelano iz apnenca in se je skoraj vse uničilo, zato sedaj potekajo restavratorska dela in izdelovanje kopij originalov.